# Руски и съветски паметници в Смолянска област
| Снимка | Описание/дати стар стил | Надпис                                                                               | Местоположение | Местоположение |
| ------ | --- | ------------------------------------------------------------------------------------ | -------------- | --- |
|        | Паметна плоча на генерал-майор Пьотър Черевин, освободил града на 19 януари 1878 г.                                                | генерал ЧЕРЕВИН освободителят на града от османския поробител 31. I. 1878            | Златоград      | Намира се до Общината на ул. „Беловидово“ 41°22′45.4″ с. ш. 25°05′34.8″ и. д. / 41.379278° с. ш. 25.093° и. д.                                 |
|        | Паметна плоча на генерал-майор Пьотр Черевин, освободил Устово на 17 януари 1878 г.                                                | ген. ПЬОТР ЧЕРЕВИН освободител на Устово и средните Родопи през 1878 г.              | Смолян         | Намира се в квартал „Устово“ на площад „Възраждане“ 41°34′25″ с. ш. 24°46′45.5″ и. д. / 41.573611° с. ш. 24.779306° и. д.                      |
|        | Паметник на загинал куриер от отряда на генерал-майор Пьотр Черевин, убит през месец януари 1878 г. на път от Златоград за Пловдив | Войник край вода погина жаден. Януари 1878 Воин у воды погиб жаждущий. Январь 1878   | Хвойна         | Намира се в местността Сините ханчета на 4 км южно 41°50′09.6″ с. ш. 24°40′48.2″ и. д. / 41.836° с. ш. 24.680056° и. д.                        |
|        | Паметна плоча на мястото на което на 16 януари 1878 г. са посрещнати руските освободителни войски на генерал-майор Пьотр Черевин   | Тук на 16.I.1878 година чепеларци посрещнаха частите на руските освободителни войски | Чепеларе       | Намира се на стената на пресечката на ул. Христо Ботев с ул. Мурджовска 41°43′47.7″ с. ш. 24°40′59.7″ и. д. / 41.729917° с. ш. 24.68325° и. д. |